# Személyi azonosító
A személyi azonosító (régebbi nevén személyi szám) a Magyarországon használatos nemzeti személyazonosító jelek egyike. A személyi azonosító 11 számjegyű és 1975-ben vezették be. Bevezetésének célja az volt, hogy megkönnyítse az adatkezelést a közigazgatás számára, lehetővé téve, hogy egy számítógépes adatbázisból visszakereshető legyen az adott személyi számmal jelölt emberről összegyűjtött összes információ.
Az univerzális, személyes azonosítószámnak szánt személyi szám általános használatát az Alkotmánybíróság 1991-es döntése a személyes adatok védelme érdekében megtiltotta, ám a költségekre hivatkozva csak 1995-ben szorították vissza a használatát. Ettől kezdve adóügyekben az adóazonosító jel, az egészségügyben a társadalombiztosítási azonosító jel (taj vagy tajszám), népesség-nyilvántartási és lakcímügyekben pedig a személyi azonosító (tehát a korábbi személyi szám) használatos. Bár ilyen módon nem azonosítható minden adatbázisban egy személy ugyanazzal az azonosítóval, ha mégis rá kell keresni egy személyre több adatbázisban, az ideiglenesen, alkalomhoz kötötten létrehozandó kapcsolati kóddal tehető csak meg.
A személyi azonosító (személyi szám) megtalálható a „régi típusú”, kemény fedeles személyi igazolványban, az új típusú (tehát 2000. január 1. után kiadott), kártyaformátumú személyazonosító igazolványhoz tartozó, lakcímet igazoló hatósági igazolvány (lakcímkártya) hátoldalán, és a régi (ideiglenes) társadalombiztosítási igazolványon (TB-kártyán), ezek hiányában a lakóhely szerinti népességnyilvántartónál, az illetékes helyi önkormányzatoknál lehet kikérni.
A Nemzetbiztonsági Hivatal 2009-ben újra kezdeményezte egy univerzális azonosító alkalmazását. Ehhez az alkotmány megváltoztatása lenne szükséges.

## Bevezetése

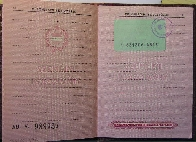
Utólag a személyi igazolványba beragasztott személyi szám

A Magyar Népköztársaság Elnöki Tanácsának 1974. évi 8. számú törvényerejű rendeletének 6. §. (1) pontja szerint „az állami népességnyilvántartásban egységes személyi számot kell bevezetni”.
A személyi szám tényleges magyarországi bevezetését a Központi Statisztikai Hivatal elnökének 1978. október 28-án kiadott rendelete (a személyi szám, illetve a személyi lap kiadásáról és használatáról) írta elő, 1981-től pedig a születési anyakönyvekbe is kötelezően be kell jegyezni.
Mivel a személyi igazolvány eredetileg nem tartalmazta a személyi számot, annak bevezetésekor külön kellett egy kis zöld számocskát beragasztani. A katonai igazolványba – amely a sorkatonai szolgálat idejére bevont személyit helyettesítette – szintén.

## Felépítése
A személyi szám úgynevezett „beszélő szám”, azaz struktúrája van. 11 decimális számjegyből áll és M ÉÉHHNN SSSK alakú.
- Az M számjegy alapvetően a nemre és a születési év első két jegyére utal. Az 1997. január 1. előtt születettek esetében tartalmazta az állampolgárságot is. Ld. alább.
- Az ÉÉHHNN számjegyek a születési év utolsó két jegyét, a hónapot és a napot kódolják.
- Az SSS az azonos napon születettek megkülönböztetésére való.
- A K ellenőrzési célokat szolgál. A többi számjegyből kell képezni. Egyszerűbb hibák, elütések detektálhatók a segítségével. Ld. alább.

### Az első számjegy
Az 1997 előtt született/betelepült személyek esetén ekképp határozták meg az első számjegyet:
| Állampolgárság          | Születési év és nem | Születési év és nem | Születési év és nem | Születési év és nem |
| ----------------------- | ------------------- | ------------------- | ------------------- | ------------------- |
|                         | 1900-1997           | 1900-1997           | 18xx                | 18xx                |
| férfi                   | nő                  | férfi               | nő                  |                     |
| magyar                  | 1                   | 2                   | 3                   | 4                   |
| (eredetileg) nem magyar | 5                   | 6                   | 7                   | 8                   |

1997. január 1-jétől változott a szabály:
| Születési év és nem | Születési év és nem | Születési év és nem | Születési év és nem |
| ------------------- | ------------------- | ------------------- | ------------------- |
| 1997–1999           | 1997–1999           | 20xx                | 20xx                |
| férfi               | nő                  | férfi               | nő                  |
| 1                   | 2                   | 3                   | 4                   |

A különböző M-ek lehetséges jelentései tehát így alakulnak:
| M | Születési évszám | Állampolgárság                  | Nem   |
| - | ---------------- | ------------------------------- | ----- |
| 1 | 19xx             | 1997-ig magyar, utána nem tudni | férfi |
| 2 | 19xx             | 1997-ig magyar, utána nem tudni | nő    |
| 3 | 18xx vagy 20xx   | 1997-ig magyar, utána nem tudni | férfi |
| 4 | 18xx vagy 20xx   | 1997-ig magyar, utána nem tudni | nő    |
| 5 | 19xx             | (eredetileg) nem magyar         | férfi |
| 6 | 19xx             | (eredetileg) nem magyar         | nő    |
| 7 | 18xx             | (eredetileg) nem magyar         | férfi |
| 8 | 18xx             | (eredetileg) nem magyar         | nő    |

### Az utolsó számjegy
A K-val jelölt utolsó számjegy egy matematikai művelet eredménye. Az eljárás közeli rokonságban van a 10 jegyű ISBN ellenőrző számjegyének meghatározásával. Képlettel kifejezve:
{\displaystyle k_{11}=(1k_{1}+2k_{2}+3k_{3}+...+10k_{10})\,{\bmod {\;}}11.}
Más szóval az első számjegyet megszorozzuk 1-gyel, a másodikat 2-vel s így tovább 10-ig. A szorzatokat összeadjuk és az eredményt elosztjuk 11-gyel. A maradék lesz a 11. számjegy.
A maradék értéke matematikailag lehetne 10 is, viszont az ilyen személyi számokat a jogszabály szerint nem szabad kiosztani senkinek. (Hasonló szituációban az ISBN ben az X karakter jelenti a 10-et.)
Az ellenőrző számjegy használatával kimutatható, ha egy számjegyet elír valaki, vagy tévedésből felcserél két számjegyet. Kivéve, ha a két utolsó számjegy cserélődik meg! Ez esetben ugyanis az így kapott személyi szám átmegy az ellenőrzésen.
Éppen ezért az algoritmust az 1996. december 31. után születetteknél megváltoztatták:
{\displaystyle k_{11}=(10k_{1}+9k_{2}+8k_{3}+...+1k_{10})\,{\bmod {\;}}11.}
Ha egy személyi szám érvényességét akarjuk ellenőrizni, akkor ha az első jegy 1, 2, 5 vagy 6, akkor a dátumrésztől függően kell az algoritmust kiválasztani (000101-961231: régi, 970101-991231: új); ha az első jegy 7 vagy 8, akkor a régi algoritmust kell használni; ha az első jegy 3 vagy 4, akkor mindkét algoritmusra szükség lehet, hiszen a születési év lehet 18xx is, de lehet 20xx is.